# Bezwładność wzroku
Bezwładność wzroku – cecha wzroku powodująca opóźnienie w czasie między powstaniem wrażenia wzrokowego u obserwatora a bodźcem wywołującym to wrażenie oraz powodująca trwanie wrażenia po zaniknięciu tego bodźca (oko po zarejestrowaniu wrażenia wzrokowego przez krótki czas nie jest w stanie odebrać nowego obrazu).
Dzięki bezwładności wzroku istnieje np. wrażenie ciągłości ruchu obrazów filmowych. Obrazy pojawiające się na ekranie częściej niż co 0,1 sekundy zlewają się ze sobą i dają wrażenie ruchu.
Oliver Sacks – profesor neurologii w Columbia University – opisał problem „bezwładności wzroku” na podstawie własnych doświadczeń, związanych z uszkodzeniem dużej części siatkówki jednego oka. Pojawianie się obrazów (wrażeń wzrokowych) mimo braku możliwości odbierania bodźców optycznych powiązał z zagadnieniami palinopsji.